# George L. Engel
George Libman Engel (* 10. Dezember 1913 in New York City; † 26. September 1999 in Rochester, New York) war ein US-amerikanischer Psychiater. Er wirkte den Großteil seiner Karriere an der Universität von Rochester. George Libman Engel ist bekannt für die Entwicklung des biopsychosozialen Modells in der Psychosomatik.

## Leben
George Libman Engel wurde in New York geboren und wuchs dort im Haus seines Onkels Emanuel Libman, einem prominenter Arzt und Mediziner, auf. Er studierte Medizin von 1934 bis 1938 an der Johns-Hopkins-Universität in Baltimore. Nach einem Praktikum am Mount Sinai Hospital (ebenfalls in New York) arbeitete er als Post-Doktorand an der Harvard Medical School zusammen mit Soma Weiss und John Romano.

## Arbeit
Zusammen mit Romano bekam George Libman Engel 1946 die Gelegenheit ein neues Institut für Psychiatrie in Rochester aufzubauen. Daneben beschäftigte er sich mit Psychoanalyse und wurde zu einem führenden Vertreter der Psychosomatik in Amerika. In Rochester entwickelte Engel das biopsychosoziale Modell, welches neben den biomedizinischen Erkenntnissen auch psychologische und soziale Einflüsse auf Krankheit und Gesundheit abbildet. Es wurde 1977 in der Wissenschaftszeitschrift Science veröffentlicht.

## Schriften
- mit John Romano: Scotomata, Blurring of Vision, and Headache as Complications of Decompression Sickness. Washington 1943.
- Fainting: Physiological and Psychological Considerations. C.C. Thomas, Springfield IL 1950
- Psychisches Verhalten in Gesundheit und Krankheit. Huber, Bern 1970 (original Psychological development in health and disease. 1962)
- Der klinische Zugang zum Patienten: Anamnese u. Körperuntersuchung . Huber, Bern 1977
- mit William L. Morgan: Interviewing the Patient. Saunders, London / Philadelphia 1973
- Schmerz umfassend verstehen: der biopsychosoziale Ansatz zeigt den Weg. Huber, Bern 2011